# Frank M. Karsten
Frank Melvin Karsten (ur. 7 stycznia 1913 w San Antonio, zm. 14 maja 1992 w San Antonio) – amerykański polityk, członek Partii Demokratycznej.

## Działalność polityczna
W okresie od 3 stycznia 1947 do 3 stycznia 1953 przez trzy kadencje był przedstawicielem 13. okręgu, a następnie od 3 stycznia 1953 do 3 stycznia 1969 przez osiem kadencji przedstawicielem 1. okręgu wyborczego w stanie Missouri w Izbie Reprezentantów Stanów Zjednoczonych.